# Uszályos királygébics
Az uszályos királygébics (Gubernetes yetapa) a madarak (Aves) osztályának a verébalakúak (Passeriformes) rendjébe a királygébicsfélék (Tyrannidae) családjába tartozó Gubernetes nem egyetlen faja.

## Rendszerezése
A fajt Louis Pierre Vieillot francia ornitológus írta le 1818-ban, a Muscicapa nembe Muscicapa yetapa néven.

## Előfordulása
Argentína, Bolívia, Brazília és Paraguay területén honos. Természetes élőhelyei a szubtrópusi és trópusi száraz erdők, szezonálisan elárasztott legelők és cserjések, mocsarak, tavak, folyók és patakok környékén. Állandó nem vonuló faj.

## Megjelenése
Átlagos testhossza 38 centiméter. Hosszú farka van.
|  |

## Életmódja
Rovarokkal táplálkozik.

## Természetvédelmi helyzete
Az elterjedési területe rendkívül nagy, egyedszáma pedig stabil. A Természetvédelmi Világszövetség Vörös listáján nem fenyegetett fajként szerepel.